# Ilha da Pólvora
Ilha da Pólvora är en ö i Brasilien.   Den ligger i delstaten Espírito Santo, i den sydöstra delen av landet, 900 km sydost om huvudstaden Brasília.
Runt Ilha da Pólvora är det i huvudsak tätbebyggt. Runt Ilha da Pólvora är det mycket tätbefolkat, med 4 343 invånare per kvadratkilometer.